# کوین بیلینگتون
کوین بیلینگتون (انگلیسی: Kevin Billington؛ زادهٔ ۱۲ ژوئن ۱۹۳۴) کارگردان فیلم و تئاتر اهل بریتانیا است.
از فیلم‌ها یا مجموعه‌های تلویزیونی که وی در آن‌ها نقش داشته‌است، می‌توان به سرباز خوب و فاصله اشاره نمود.